# Carrollite
La carrollite (simbolo IMA: Cli) è un minerale piuttosto raro del supergruppo dello spinello e in particolare dei tiospinelli, nella cui famiglia occupa un posto nel sottogruppo della carrollite; appartiene alla classe dei minerali di "solfuri e solfosali" con la composizione chimica idealizzata CuCo2S4 e quindi, da un punto di vista chimico, è un solfuro di rame-cobalto; è l'analogo dello zolfo della tyrrellite; tuttavia, poiché parte del cobalto è spesso sostituito dal nichel nella carrollite naturale, la formula è anche data come Cu(Co,Ni)2S4 in varie fonti.

## Etimologia e storia
La carrollite è stata scoperta per la prima volta in campioni di minerali provenienti dalla miniera di ferro e rame di Patapsco vicino a Finksburg nella contea di Carroll, nel Maryland, negli Stati Uniti. Fu descritta per la prima volta nel 1852 dal metallurgista e ingegnere minerario W. L. Faber, che chiamò il minerale con il nome della contea in cui si trova la località tipo.
Non è noto un luogo di stoccaggio per il campione tipo del minerale.
La carrollite era già conosciuta prima della fondazione dell'Associazione Mineralogica Internazionale (IMA) nel 1958 ed era per lo più riconosciuta come minerale nel mondo professionale, anche se era considerata una varietà di linnaeite con il 10-19% di rame al posto del cobalto. In quanto minerale soggetto alla clausola grandfathered (G), il riconoscimento della carrollite come specie minerale separata è stato adottato dalla Commissione per i nuovi minerali, la nomenclatura e la classificazione (CNMNC).

## Classificazione
Dal 2018, la classificazione strutturale dell'IMA ha incluso la carrollite nel supergruppo dello spinello, dove forma il sottogruppo della carrollite all'interno dei tiospinelli insieme a cuproiridsite, cuprokalininite, fletcherite, florensovite, malanite, rhodostannite e toyohaite.
La sistematica minerale, che inizialmente viene ordinata in base alla composizione chimica, classifica la carrollite nella classe minerale dei "solfuri e solfosali".
Nell'obsoleta 8ª edizione della sistematica minerale secondo Strunz, la carrollite apparteneva al dipartimento dei "solfuri con [il rapporto di quantità materiale] M:S < 1:1", dove insieme a bornhardtite, daubréelite, greigite, indite, linnaeite, polidimite, siegenite, trüstedtite, tyrrellite e violarite formava la "serie della linnaeite" con il sistema nª II/C.01.
Nella Sistematica dei lapis (Lapis-Systematik) di Stefan Weiß, che è stata rivista e aggiornata l'ultima volta nel 2018 e che si basa ancora sulla vecchia edizione di Strunz per rispetto verso i collezionisti privati e le collezioni istituzionali, il minerale è stato assegnato al numero di sistema e minerale. II/D.01-40. In questa Sistematica ciò corrisponde anche alla divisione dei "solfuri con [il rapporto della materia] metallo: S, Se, Te < 1:1", dove la carrollite forma il "gruppo della linnaeite" insieme a bornhardtite, cadmoindite, cuprokalininite, daubréelite, fletcherite, florensovite, greigite, indite, kalininite, linnaeite, polidimite, siegenite, trüstedtite, tyrrellite e violarite.
D'altra parte, la 9ª edizione della sistematica minerale di Strunz, che è stata aggiornata l'ultima volta dall'IMA nel 2024, colloca la carrollite nella divisione inizialmente più generale dei "solfuri metallici con M:S = 3:4 e 2:3". Questa è ulteriormente suddivisa in base all'esatto rapporto delle sostanze, in modo che il minerale possa essere trovato in base alla sua composizione nella suddivisione "M:S = 3:4", dove si trova insieme a bornhardtite, cadmoindite, cuproiridsite, cuprorhodsite, daubréelite, ferrorhodsite (screditato, poiché identico alla cuprorhodsite; IMA 2017-H), fletcherite, florensovite, greigite, indite, kalininite, linnaeite, malanite, polidimite, siegenite, trüstedtite, tyrrellite, violarite e xingzhongite il sistema del "gruppo della linnaeite" nª 2.DA.05.
Anche la classificazione dei minerali Dana, utilizzata principalmente nel mondo anglosassone, classifica la carrollite nel gruppo dei "minerali solfurati" e lì nel "gruppo della linnaeite" (isometrica: Fd3m)" con il sistema nº 02.10.01 all'interno della suddivisione "Solfuri – compresi seleniuri e tellururi – con composizione AmBnXp, con (m+n):p = 3:4".

## Chimica
Il composto teorico idealizzato CuCo2S4 è costituito dal 20,52% di rame (Cu), dal 38,06% di cobalto (Co) e dal 41,41% di zolfo (S). Nel caso di campioni naturali, tuttavia, la percentuale in peso si discosta in misura maggiore o minore a causa della formazione di cristalli misti o di mescolanze estranee. Ad esempio, i campioni analizzati provenienti dalla Repubblica democratica del Congo (ex Zaire), da Gladhammar in Svezia e da Siegen in Germania hanno misurato piccole miscele di ferro (Fe) comprese tra lo 0,6 e il 2,25%.

## Abito cristallino
Cristalli ottaedrici, impiantati e interclusi, più raramente grossolani.
La carrollite cristallizza nel sistema cristallino cubico nel gruppo spaziale Fd3m (gruppo nº 227) con la costante di reticolo a = 9,48 Å e 8 unità di formula per cella unitaria.
La carrollite spesso sviluppa cristalli ottaedrici o a forma di cubo e combinazioni cubiche come il cubottaedro, ma si presenta anche sotto forma di aggregati minerali granulari o massicci. I cristalli opachi variano di colore dal grigio chiaro al grigio acciaio e mostrano una lucentezza metallica sulle superfici. Nel corso del tempo, le superfici possono assumere colori dal rosso rame al grigio-viola, occasionalmente variegate.

## Origine e giacitura
In giacimenti idrotermali, in giacimenti di cobalto-nichel.
La carrollite si forma nelle vene idrotermali, dove è associata a molti minerali solforati come bornite, calcocite, calcopirite, digenite, djurleite, gersdorffite, cobaltocalcite, linnaeite, millerite, polidimite, pirite, pirrotite, sfalerite, siegenite, tetraedrite e ullmannite.
Essendo una formazione minerale piuttosto rara, la carrollite può essere abbondante in varie località, ma nel complesso non è molto diffusa. Sono stati documentati circa 160 siti per la carrollite (a partire dal 2018). Oltre alla sua località tipo nella miniera di Patapsco, il minerale è stato trovato anche nelle miniere di ferro e rame di Mineral Hill vicino a Louisville e Florence e Springfield vicino a Sykesville nella contea di Carroll. Un altro sito nello stato del Maryland è la miniera di rame di Bare Hills vicino all'omonima città nella contea di Baltimora. Inoltre, alcuni siti sono conosciuti in vari stati degli Stati Uniti come Alaska, Colorado, Missouri, Montana e Wyoming.
In Germania la carrollite è stata trovata principalmente nell'area mineraria intorno al distretto Siegen di Eiserfeld, ad esempio nelle miniere combinate Eisenzecher Zug e Eiserner Union, nonché nelle miniere di Brüderbund, Eisenhardt e Storch & Schöneberg. Inoltre, il minerale è stato trovato ancora nella Renania Settentrionale-Vestfalia nella miniera di Glanzenberg vicino a Silberg nel circondario di Olpe. Altri siti ben noti includono varie miniere nel circondario di Altenkirchen (Westerwald) in Renania-Palatinato, come le miniere di Bindweide e Wingertshardt, nonché una miniera di rame senza nome vicino a Düppenweiler nel circondario di Merzig-Wadern nel Saarland.
In Austria, il minerale è stato scoperto solo nel distretto minerario di Neufinkenstein-Grabanz sul Mallestiger Mittagskogel in Carinzia e sul Kaiblinggraben nella valle Kleinveitsch (Veitschtal) in Stiria.
L'unico sito finora conosciuto in Svizzera è la miniera di Baicolliou vicino a Grimentz, nel Canton Vallese.
La provincia del Katanga, nella Repubblica Democratica del Congo, è nota per le sue eccezionali scoperte di carrollite, in particolare i giacimenti minerari intorno a Kamoya nella contea di Kambove e Kolwezi nella provincia di Lualaba, dove sono venuti alla luce ottaedri e cubottaedri di carrollite ben formati e lucidi di dimensioni fino a 2 cm.
Altri siti includono Australia, Cina, Canada, Norvegia, Polonia, Russia, Zambia, Svezia e altri stati degli Stati Uniti.

## Forma in cui si presenta in natura
Si trova spesso associata a calcite o pirite ed è molto simile alla linnaeite e alla siegenite. Si presenta in formazioni di colore che vanno dal grigio chiaro, al grigio argento e grigio acciaio, con sfumature che vanno dal rosso rame al grigio viola.